# Myles Keogh
Myles Walter Keogh (25 de marzo de 1840-25 de junio de 1876) fue un soldado irlandés. Sirvió en los ejércitos de los Estados Pontificios durante la guerra por la unificación italiana en 1860, y fue reclutado en el Ejército de la Unión durante la Guerra de Secesión estadounidense, sirviendo como oficial de caballería, particularmente bajo el mando del general de brigada John Buford durante la campaña de Gettysburg y la batalla de Gettysburg, que duró tres días. Después de la guerra, Keogh permaneció en el Ejército de los Estados Unidos como comandante de la Compañía I del 7º Regimiento de Caballería bajo el mando de George Armstrong Custer durante las Guerras Indias, hasta que murió junto con Custer y las cinco compañías directamente bajo el mando de Custer en la Batalla de Little Bighorn en 1876.

## Carrera
Myles Keogh nació en Orchard House, Leighlinbridge, condado de Carlow, Irlanda, el 25 de marzo de 1840. Las labores agrícolas que se realizaban en la granja familiar de Keogh en Leighlinbridge eran de cereales, siendo la cebada el cultivo principal.  Esto significó que la familia Keogh no se vio afectada en gran medida por el hambre y la pobreza que acompañaron a la Gran Hambruna y devastaron el país entre 1845 y 1850, durante la infancia de Keogh. Sin embargo, dos, o posiblemente tres, de sus hermanos murieron jóvenes, aparentemente de fiebre tifoidea, una enfermedad asociada con la hambruna y una enfermedad que Myles también sufrió siendo niño.
Asistió a la Escuela Nacional en Leighlinbridge, donde fue inscrito con el nombre de 'Miles Kehoe'. "At Classics" fue registrado como el motivo de su salida en 1852. Durante mucho tiempo se creyó que asistió al St. Patrick's College en Carlow, pero esa universidad no ha encontrado ninguna prueba de su asistencia. Es posible que asistiera al St. Mary's Knockbeg College, donde, a partir de 1847, se enviaba a jóvenes alumnos laicos de St. Patrick para recibir educación.
En 1860, Myles Keogh, de veinte años, se había ofrecido como voluntario, junto con más de mil de sus compatriotas, para unirse en defensa del papa Pío IX después de un llamado a las armas por parte del clero católico en Irlanda. En agosto de 1860, Keogh fue nombrado segundo teniente de su unidad en el Batallón de San Patricio del Ejército Papal, bajo el mando del general Christophe Léon Louis Juchault de Lamoricière. Estuvo destinado en Ancona, ciudad portuaria en la Italia central. Las fuerzas papales fueron derrotadas en septiembre en la batalla de Castelfidardo y Ancona quedó rodeada. Los soldados, aunque proporcionaron una defensa admirable, se vieron obligados a rendirse y Keogh fue encarcelado en Génova. Después de su rápida liberación mediante intercambio, Keogh fue a Roma y fue invitado a vestir el uniforme verde de la Compañía de San Patricio como miembro de la Guardia del Vaticano. Durante su servicio, la Santa Sede le concedió la Medalla al Valor – la Medalla Pro Petri Sede – y también la Cruz de Caballero de la Orden de San Gregorio Magno.
Ahora que la lucha había terminado y los deberes de la Guardia del Vaticano eran más mundanos, Keogh vio poco sentido en permanecer en Roma. Mientras la guerra civil se desataba en Estados Unidos, el Secretario de Estado William H. Seward comenzó a buscar oficiales europeos experimentados para servir a la Unión y llamó a varios clérigos prominentes para que lo ayudaran en su esfuerzo. John Hughes, arzobispo de Nueva York, viajó a Italia para reclutar veteranos de la Guerra Papal y se reunió con Keogh y sus camaradas. Así, en marzo de 1862, Keogh renunció a su comisión en la Compañía de San Patricio y, con su oficial superior, Daniel J. Keily, de 30 años, de Waterford, regresó brevemente a Irlanda, para luego abordar el vapor "Kangaroo" con destino de Liverpool a Nueva York, donde el barco llegó el 2 de abril. Otro camarada papal, Joseph O'Keeffe, sobrino de 19 años del obispo de Cork, se reunió con Keogh y Keily en Washington.

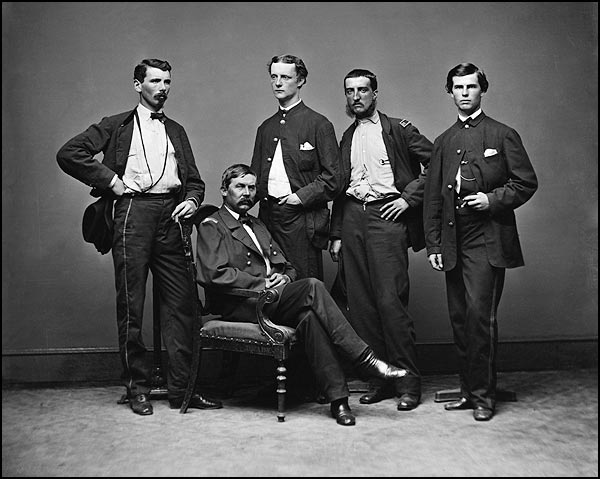
Agosto de 1863 – El general Buford (sentado) y su personal, Keogh a la izquierda.

Gracias a la intervención del secretario Seward, los tres recibieron el rango de capitanes y el 15 de abril fueron asignados al personal del general de brigada James Shields, nacido en Irlanda, cuyas fuerzas estaban a punto de enfrentarse al ejército confederado de Stonewall Jackson. Se enfrentaron en particular al ejército de Jackson en el valle de Shenandoah durante la batalla de Port Republic. Aunque el ejército de la Unión fue derrotado, el coraje de Keogh durante su primer enfrentamiento no pasó desapercibido. George B. McClellan, comandante del Ejército del Potomac, quedó impresionado y describió al joven capitán como "un hombre sumamente caballeroso, de apariencia militar", cuyo "récord había sido notable para el corto tiempo que había estado en el ejército". A pedido de McClellan, Keogh fue transferido temporalmente a su estado mayor personal. Estuvo con 'Little Mac' sólo unos meses, pero sirvió al general durante la batalla de Antietam. Después de la destitución de McClellan del mando en noviembre de 1862, los rasgos admirables identificados en sus primeros seis meses en el ejército de la Unión salieron a la luz cuando él y su camarada papal, Joseph O'Keeffe, fueron reasignados al estado mayor del general John Buford.
Aunque se mantuvieron en reserva con el resto de la caballería de la Unión durante el invierno de 1862 y durante la batalla de Fredericksburg, Myles Keogh y O'Keeffe sirvieron a Buford con obediencia y valentía durante la incursión de Stoneman en abril de 1863 y la batalla del 9 de junio en Brandy Station, que fue prácticamente toda de caballería. La 1.ª División de caballería de Buford luchó en junio de 1863 en una escaramuza contra el enemigo confederado, liderado por J. E. B. Stuart en el condado de Loudoun, Virginia, especialmente en Upperville.

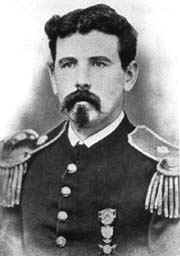
Myles Keogh, durante la guerra de Secesión.

El 30 de junio, Buford, con Keogh a su lado, llegó a la pequeña ciudad de Gettysburg. Muy pronto, Buford se dio cuenta de que se enfrentaba a una fuerza superior de rebeldes en su frente y se propuso crear una defensa contra el avance confederado. Era profundamente consciente de la importancia de mantener la posición estratégicamente importante alrededor de Gettysburg y así lo hizo, iniciando una de las batallas más emblemáticas de la historia militar estadounidense. Sus inteligentes alineaciones defensivas de tropas, junto con la valentía y tenacidad de sus hombres desmontados, permitieron que el 1.er Cuerpo, bajo el mando del general John F. Reynolds, tuviera tiempo para llegar en apoyo y así mantener una posición de la Unión en posiciones estratégicamente importantes. A pesar del ataque de Lee con 140 cañones y un ataque final de infantería en el tercer día de la batalla, el ejército de la Unión obtuvo una victoria muy significativa. No se puede exagerar la importancia del liderazgo y la previsión táctica de Buford el 1 de julio en su contribución a esta victoria. Significativamente, Myles Keogh recibió su primera licencia por "servicios valientes y meritorios" durante la batalla y fue ascendido al rango de mayor.
La batalla se saldó con la vida de casi 8.000 hombres. Sin embargo, este fue un punto de inflexión en la guerra y en la salud de Buford. Cinco meses más de escaramuzas casi constantes con la caballería rebelde de J. E. B. Stuart en batallas como Funkstown y Willamsport empeoraron su condición. Como Keogh escribió más tarde en el registro de servicio de Buford, este "enfermó por fatiga y dificultades extremas". En invierno, Buford sucumbiría a la fiebre tifoidea. Keogh permanecería a su lado y lo cuidaría mientras descansaba en Washington, en la casa de un viejo amigo, el general George Stoneman. Buford fue enterrado en el cementerio de West Point, mientras que Keogh asistió a su funeral en Washington y viajó escoltando su cuerpo en el tren hasta la academia militar.
El mayor Keogh fue nombrado ayudante de campo del general George Stoneman. En julio de 1864, Stoneman realizó incursiones hacia el sur y el sureste, destruyendo ferrocarriles y obras industriales. Sus arriesgadas incursiones tras las líneas confederadas también estaban diseñadas para liberar a los prisioneros federales detenidos en Macon, Georgia, y liberar a los casi 30.000 cautivos de la prisión de Andersonville.
Aunque la caballería de la Unión de Stoneman destruyó los ferrocarriles, el ataque a Macon fracasó desde el principio y el 31 de julio de 1864, Keogh y el comando de Stoneman fueron rodeados durante la Batalla de Sunshine Church, Georgia. Fueron capturados después de que sus dos caballos fueron tiroteados y derribados debajo de ellos. Keogh estuvo detenido durante dos meses y medio como prisionero de guerra antes de ser liberado gracias a los esfuerzos del general de la Unión William Tecumseh Sherman. Keogh recibiría más tarde una segunda licencia con el ascenso a teniente coronel por su valentía con Stoneman en la batalla de Dallas.
Los elogios que recibió de los comandantes con los que sirvió Myles Keogh durante los años de guerra fueron realmente altos:

Ya fuera en servicio del Estado Mayor o al mando de destacamentos en misiones peligrosas y delicadas, tuvo el mismo éxito, y su porte y espíritu de soldado fueron un modelo. Es un oficial de caballería por excelencia.- Mayor General Jacob D. Cox, comandante de la 3ª División del XXIII Cuerpo del Ejército de Ohio.

Es uno de los jóvenes oficiales de caballería más valientes y eficientes que he conocido.-Mayor General John M. Shofield, Secretario de Guerra de los Estados Unidos y Comandante General del Ejército de los Estados Unidos.

Su historial ha sido notable para el corto tiempo que llevaba en el ejército. Parecía un hombre sumamente caballeroso, con apariencia militar, y me alegré enormemente de tenerlo como ayudante.-General George B. McClellan, comandante del Ejército del Potomac.

El mayor Keogh es uno de los oficiales jóvenes más destacados del ejército y es el favorito universal de todos los que le conocen.-General George Stoneman, Jefe de Caballería del Ejército del Potomac.

Al final de la guerra, el teniente coronel Keogh decidió permanecer en servicio activo y aceptó una comisión del Ejército como segundo teniente en el 4.º de Caballería el 4 de mayo de 1866. El 28 de julio de 1866 fue ascendido a capitán y reasignado al 7.º Regimiento de Caballería en Fort Riley, al noreste de Kansas, donde asumió el mando de la Compañía I. El 7.º Regimiento de Caballería estuvo comandado inicialmente por el coronel Andrew Smith (de 1866 a 1869) y posteriormente por el coronel Samuel D. Sturgis (de 1869 a 1886). George Armstrong Custer era el teniente coronel del regimiento y su comandante adjunto.

## Carrera después de la guerra
En general, Keogh era muy querido por sus compañeros oficiales, aunque el aislamiento del deber militar en la frontera occidental a menudo pesaba mucho sobre él. Cuando estaba deprimido, a veces bebía en exceso, aunque parece que no cayó víctima del alcoholismo crónico que destruyó las carreras de muchos compañeros oficiales del Ejército regular de la frontera.
Había más que un matiz de melancolía en la naturaleza de Keogh, que parecía de alguna manera estar en desacuerdo con su personalidad atractiva y elegante. Si bien no era dado al autoanálisis, Keogh señaló una vez:

"La desfachatez y la presunción conllevan un gran peso, y cierta falta de sensibilidad es necesaria para tener éxito. Lamentablemente, no heredo esta falta de sensibilidad".

A Keogh también le gustaban las mujeres, aunque nunca se casó:

"Mi gran debilidad es el amor que siento por el bello sexo, y prácticamente todos mis problemas provienen o pueden atribuirse a esa encantadora fuente".

"Nunca me propongo formar ningún vínculo. Muchas veces podría haberme casado por dinero, pero nunca lo pensé seriamente ni lo propuse".

Sin embargo, llevó consigo a Little Bighorn una fotografía de la hermana del capitán Thomas McDougall, Josephine Buel.
Aunque estuvo ausente de la batalla del río Washita (1868) y de la expedición a Yellowstone (1873), los encuentros importantes de Custer con indios hostiles, hicieron que Keogh tuviera la responsabilidad exclusiva de defender la ruta de Smoky Hill contra las incursiones indias desde finales de 1866 hasta el verano de 1867. Cuando Sheridan sustituyó a Hancock en 1868, hay evidencia de que fue a Keogh a quien recurrió para obtener información de primera mano sobre las condiciones en la línea del frente. Y mientras, con la expedición de Sully más tarde ese año, Keogh luchaba contra los indios casi todos los días; de hecho, fue en una de esas peleas que su nueva montura, Comanche, recibió su primera herida y, según cuenta la historia, su nombre. La frustración del capitán Keogh ante un enemigo que no luchaba de manera convencional queda patente en un comentario que escribió en una carta personal a su familia en Irlanda:

Nunca antes he apreciado la dificultad de encontrar indios, y he concluido que sin saber exactamente dónde sorprender su campamento, o tener un guía que pueda rastrearlos al correr, es un desperdicio de caballos y de tiempo tratar de encontrarlos".

En el verano de 1874, Keogh se encontraba de permiso para visitar su tierra natal durante siete meses, mientras Custer lideraba una controvertida expedición a través de las Colinas Negras. Durante esta segunda visita a casa, cedió la propiedad heredada de Clifden en Kilkenny a su hermana Margaret. Disfrutó de su estancia en su tierra natal, sintiendo la necesidad de apoyar a sus hermanas después de la muerte de ambos padres. 
En octubre, Keogh regresó a Fort Abraham Lincoln para cumplir su antiguo deber con Custer, y pareciendo intuir que eran sus últimos días. Como medida de precaución, compró una póliza de seguro de vida de 10.000 dólares y escribió una carta de advertencia a sus amigos cercanos de la familia Throop-Martin, en Auburn, Nueva York, describiendo sus deseos para el entierro:

Salimos el lunes en una expedición a la zona india y, si alguna vez regreso, iré a veros a todos. He solicitado que me empaquen y me envíen a Auburn en caso de caer muerto, y es mi deseo ser enterrado allí. Que Dios os bendiga a todos, recordad que si soy abatido—creed que os amé a vosotros y a cada miembro de vuestra familia— fue como un segundo hogar para mí.

Distribuyó copias de su testamento a sus camaradas y dejó documentos personales con instrucciones de que fueran quemados si caía muerto.
Keogh murió durante la última batalla de Custer: la batalla de Little Bighorn el 25 de junio de 1876. El capitán de mayor rango de las cinco compañías aniquiladas con Custer ese día, y al mando de uno de los dos escuadrones del destacamento Custer, Keogh murió en una "última batalla", rodeado por los hombres de la Compañía I. Cuando los muertos, mutilados por los enemigos y ennegrecidos por el sol, fueron enterrados tres días después, el cuerpo de Keogh fue encontrado en medio de un grupo de soldados que incluía a sus dos sargentos, el trompetero de la compañía y el portador del banderín. El oficial abatido fue desnudado pero no mutilado, tal vez por la "medicina" (amuleto o guía espiritual) que los indios vieron en el Agnus Dei ("Cordero de Dios") que llevaba colgando en una cadena alrededor de su cuello o porque "muchos de los guerreros de Toro Sentado" eran católicos. La rodilla izquierda de Keogh había sido destrozada por una bala que correspondía a una herida en el pecho y el flanco de su caballo, lo que indica que caballo y jinete pueden haber caído juntos antes del último incidente.

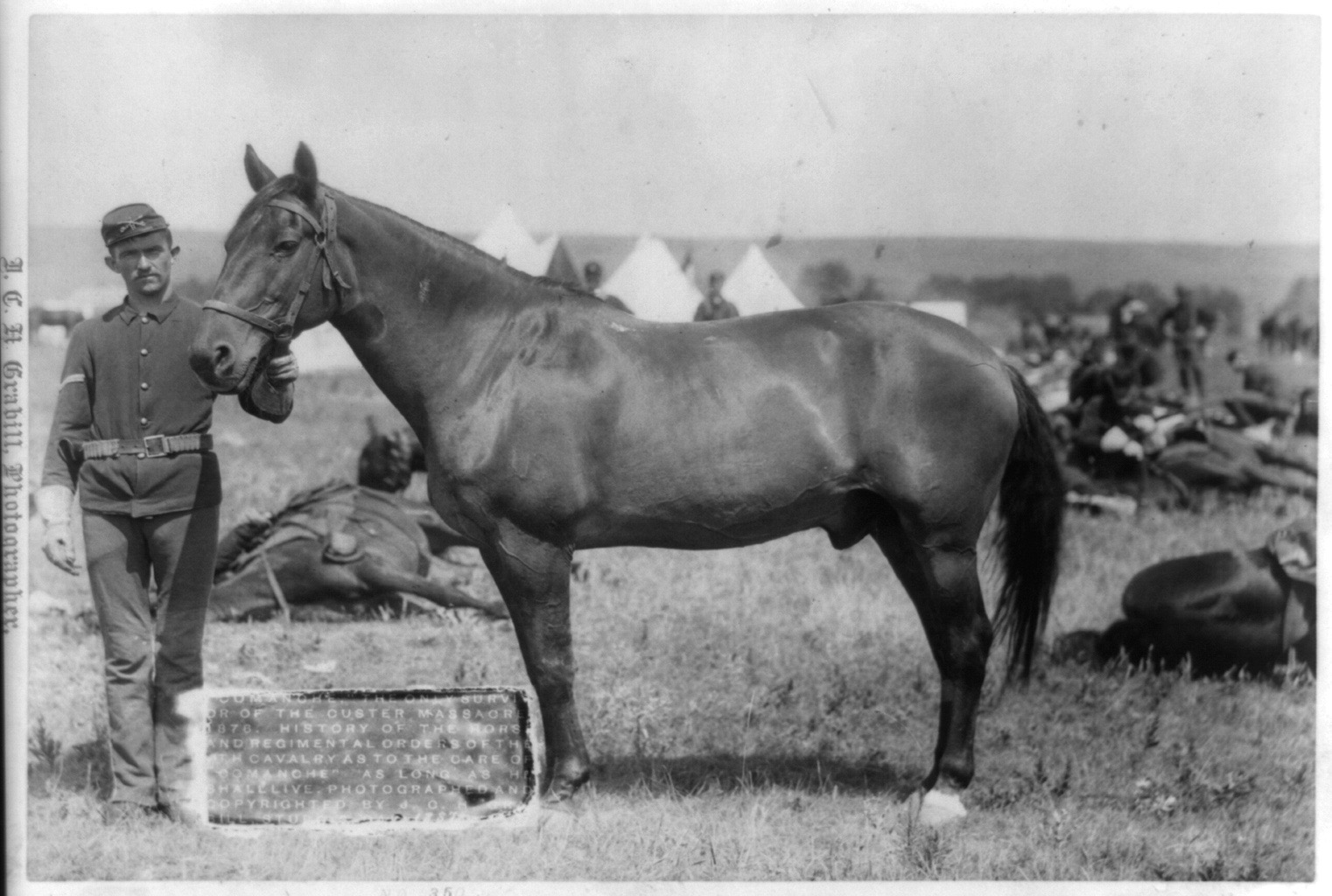
El caballo Comanche de Keogh.

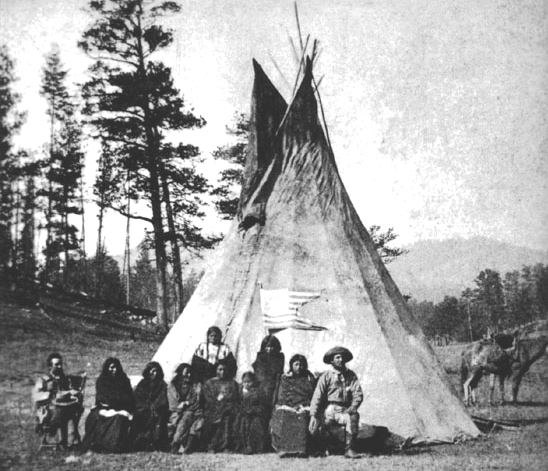
Banderín de la Compañía "I" del 7.º Regimiento de Caballería recuperado en el campamento de Caballo Americano el Viejo.

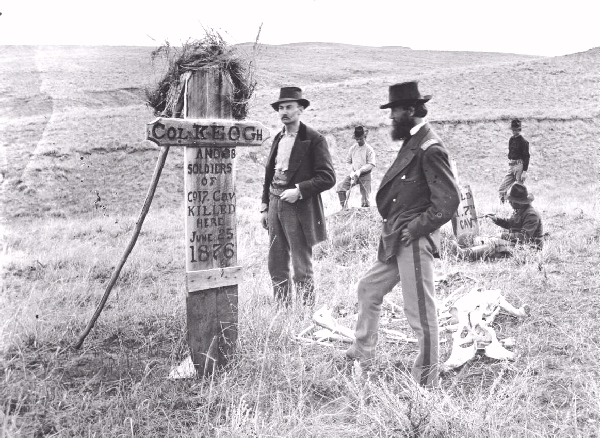
Marcador en el campo de batalla del lugar donde cayó Keogh, 1879.

El animal, gravemente herido, fue encontrado en el campo de batalla y curado, convirtiéndose en la mascota del 7.º Regimiento de Caballería, condición que siguió teniendo hasta su muerte en 1891. Este caballo, Comanche, es considerado el único sobreviviente militar estadounidense de la batalla, aunque en el lugar se encontraron y remataron varios otros caballos gravemente heridos. El guantelete ensangrentado de Keogh y el banderín de su Compañía I fueron recuperados por el ejército tres meses después de Little Bighorn en la batalla de Slim Buttes.
Originalmente enterrados en el campo de batalla como los de los demás caídos, los restos de Keogh fueron luego desenterrados y llevados a Auburn, como había solicitado en su testamento. Fue enterrado en el cementerio de Fort Hill el 26 de octubre de 1877, una ocasión marcada por un duelo oficial en toda la ciudad con las banderas a media asta y una gran procesión militar siguiendo el féretro hasta el cementerio donde fue sepultado con honores.
El acantonamiento de Tongue River, en el sureste de Montana, pasó a llamarse Fort Keogh en su honor. El fuerte fue comandado inicialmente por Nelson A. Miles. El fuerte de 55.000 acres es hoy una estación experimental agrícola. Miles City, Montana, se encuentra a dos millas del antiguo fuerte.
La prominente familia Throop-Martin, de la que Keogh se había hecho amigo después de que su camarada, el general A. J. Alexander, se casara con Evelina Martin, fue responsable de su entierro en su parcela de Fort Hill y del diseño de su monumento funerario. En la base del obelisco blanco decorativo hay una inscripción tomada del poema La canción del campamento de Bayard Taylor: 
"Duerme, soldado, aún en honorable descanso, vistiendo tu verdad y tu valor; los más valientes son los más tiernos, los amorosos son los osados".
La cruz de mármol sobre su tumba fue añadida más tarde a petición de su hermana en Irlanda.